# Peter Devlin
Pour les articles homonymes, voir Devlin.
Le lieutenant-général Peter John Devlin, CMM, CSM, FC est un militaire canadien, chef d'état-major de l'Armée de terre canadienne de mars 2010, à 2013. Il a commandé à tous les niveaux dans le Commandement de la Force terrestre des Forces canadiennes du peloton à l'état-major de l'armée de terre.
Il est le président du Fanshawe College à London, en Ontario depuis le 9 février 2013.

## Biographie

### Carrière militaire
Peter Devlin s'est enrôlé dans les Forces canadiennes en 1978 en tant qu'officier d'infanterie et a rejoint le Royal Canadian Regiment. Il a été le commandant du 1er Bataillon, The Royal Canadian Regiment de 1997 à 1999. Il a commandé le 2e Groupe-brigade mécanisé du Canada de 2002 à 2004. Il a été assigné en tant que commandant de la brigade multinationale de la Force internationale d'assistance à la sécurité en Afghanistan le 17 juillet 2003.